# Copaxa trifenestrata
Copaxa trifenestrata är en fjärilsart som beskrevs av Pieter Cornelius Tobias Snellen 1895. Copaxa trifenestrata ingår i släktet Copaxa och familjen påfågelsspinnare. Inga underarter finns listade i Catalogue of Life.